# Laser-Phosphor-Display
Ein Laser-Phosphor-Display (LPD) ist ein Bildschirm, der aus einer Matrix von UV-Laserdioden besteht, die jeweils auf ihren Bereich des Bildschirms mit Hilfe von beweglichen Spiegeln einen Bildausschnitt zeichnen.

## Aufbau und Funktionsweise
Der Bildschirm besteht aus einem Kunststoff-Glas-Hybridmaterial, das mit farbigen Leuchtstoffstreifen („Phosphor“) beschichtet ist. Der Laser zeichnet den Bildausschnitt (analog zum Elektronenstrahl in einer Kathodenstrahlröhre) Zeile für Zeile von oben nach unten. Durch das ultraviolette Laserlicht werden die unterschiedlichen Phosphorschichten angeregt und dadurch Photonen emittiert.